# Guerlinade
La Guerlinade est une base de parfum, un composé à base d'iris et de vanille, créée, en 1921, par Jacques Guerlain, à partir de l'ancien parfum Jicky, créé par son oncle Aimé Guerlain en 1889.
C'est lors d'une impulsion créatrice, que Jacques Guerlain, verse « pour voir », une bonne dose d'éthylvanilline, une vanille de synthèse, dans un flacon de Jicky. Après avoir supprimé les arômes de bois et de lavande, il ajoute de la bergamote.
Cette base est, pour la première fois, employée pour élaborer le parfum Shalimar, présenté en 1925 lors de l'Exposition internationale des arts décoratifs de Paris, au Grand Palais.